# 18774 Lavanture
18774 Lavanture è un asteroide della fascia principale. Scoperto nel 1999, presenta un'orbita caratterizzata da un semiasse maggiore pari a 2,4046788 UA e da un'eccentricità di 0,1184527, inclinata di 2,80053° rispetto all'eclittica.